# Алиса, или Последний побег
«Алиса, или Последний побег» (фр. Alice ou la Dernière Fugue) — мистический фильм, снятый французским режиссёром Клодом Шабролем по собственному сценарию в 1977 году.

## Сюжет
Молодая женщина по имени Алиса Кароль ненастным вечером уходит от мужа. Под проливным дождём, в крайне неблагоприятных условиях, она едет по загородному шоссе на своём автомобиле. В дороге случается неприятность — разбитое лобовое стекло, буквально в минуте езды от одиноко стоящей загородной усадьбы. Алиса вынуждена просить пристанища в незнакомом доме. На её радость хозяином оказался приятный пожилой господин, который представился Анри Верженом. По его распоряжению дворецкий накормил гостью ужином и проводил в гостевую спальню.
Утром удивлённую Алису встретил пустой дом. На кухонном столе стоял приготовленный завтрак, а на садовой дорожке её ждал отремонтированный автомобиль. Написав слова благодарности, Алиса села за руль и попыталась продолжить путь, но вскоре убедилась, что особняк окружает замкнутая стена. Те большие ворота, через которые она въезжала ночью, исчезли. В доме она встречает одного за другим таинственных незнакомцев, которые отказываются отвечать на вопросы и говорят, что выход искать бесполезно. Алиса пытается успокоиться и примириться со своим положением, но сталкивается с пугающими аномалиями. Наконец она не выдерживает, снова садится за руль — и на сей раз дом выпускает её.
Алиса едет по дороге, но и за пределами заколдованного особняка ей встречаются странные люди, похожие на обитателей дома. В одном ресторане она видит похороны, больше похожие на праздник. Дорога становится всё уже, с неё некуда свернуть, и наконец выводит Алису снова к тому же дому.
Вернувшись в особняк, Алиса снова встречает господина Вержена, который туманно объясняет ей, что она находится не совсем в реальности, окружающие её люди не вполне реальны. Вержен говорит, что должна проявить терпение, чтобы попасть в новое место, которое он называет адом, но призывает его не бояться. В конце концов Алиса спускается в подвал и во тьму.
В последних кадрах мы видим автомобиль, врезавшийся в вековой дуб и саму Алису, бездыханно лежащую рядом с открытой дверцей. События фильма оказываются её посмертным опытом в лимбе, а встреченные люди — призраками.

## В ролях
- Сильвия Кристель — Алиса
- Шарль Ванель — Анри Вержен
- Андре Дюссолье — молодой человек в парке
- Бернар Руссле — муж
- Фернан Леду — доктор
- Жан Карме — Кола
- Тома Шаброль — мальчик